# Sosnová (district d'Opava)
Pour les articles homonymes, voir Sosnová.
Sosnová (en allemand : Zossen ; en polonais : Sosnowa) est une commune du district d'Opava, dans la région de Moravie-Silésie, en République tchèque. Sa population s'élevait à 396 habitants en 2021.

## Géographie
Sosnová se trouve à 11 km au sud-sud-ouest de Krnov, à 18 km à l'ouest-nord-ouest d'Opava, à 48 km au nord-ouest d'Ostrava et à 231 km à l’est de Prague.
La commune est limitée par Lichnov au nord-ouest et au nord, par Brumovice au nord-est, par Velké Heraltice au sud-est, par Horní Životice au sud et par Horní Benešov à l'ouest.

## Histoire
La première mention écrite de la localité date de 1377.

## Transports
Par la route, Sosnová se trouve à 15 km de Krnov, à 20 km d'Opava, à 61 km d'Ostrava et à 304 km de Prague.